# Canterbury (Nou Hampshire)
Canterbury és una població dels Estats Units a l'estat de Nou Hampshire. Segons el cens del 2000 tenia 1.979 habitants.

## Demografia
Segons el cens del 2000, Canterbury tenia 1.979 habitants, 749 habitatges, i 590 famílies. La densitat de població era de 17,4 habitants per km².
Dels 749 habitatges en un 33,9% hi vivien nens de menys de 18 anys, en un 67% hi vivien parelles casades, en un 7,7% dones solteres, i en un 21,2% no eren unitats familiars. En el 15,1% dels habitatges hi vivien persones soles el 4,9% de les quals corresponia a persones de 65 anys o més que vivien soles. El nombre mitjà de persones vivint en cada habitatge era de 2,64 i el nombre mitjà de persones que vivien en cada família era de 2,91.
Per edats la població es repartia de la següent manera: un 24,5% tenia menys de 18 anys, un 4,9% entre 18 i 24, un 25,6% entre 25 i 44, un 34,8% de 45 a 60 i un 10,4% 65 anys o més.
L'edat mediana era de 42 anys. Per cada 100 dones de 18 o més anys hi havia 93,4 homes.
La renda mediana per habitatge era de 58.026$ i la renda mediana per família de 62.583$. Els homes tenien una renda mediana de 41.302$ mentre que les dones 32.313$. La renda per capita de la població era de 27.374$. Entorn del 2% de les famílies i el 2,5% de la població estaven per davall del llindar de pobresa.